# Trina Robbins
Trina Robbins, född som Trina Perlson den 17 augusti 1938 i Brooklyn i New York, död 10 april 2024 i San Francisco, Kalifornien, var en amerikansk serieskapare. Hon var i början av 1970-talet en av de första kvinnorna i undergroundserierörelsen. Hon skrev senare också en rad fackböcker på temat kvinnor och serier.
2023 utsågs hon till mottagare av den svenska Adamsonstatyetten.